# Rubén Pagnanini
Rubén Pagnanini est un footballeur argentin né le 31 janvier 1949 à San Nicolás de los Arroyos. Il évoluait au poste de défenseur.
Il a remporté la Coupe du monde 1978 avec l'équipe d'Argentine.

## Carrière
| Saison    | Club               | Matches | Buts |
| --------- | ------------------ | ------- | ---- |
| 1968-1977 | Estudiantes LP     | -       | -    |
| 1977-1979 | Independiente      | -       | -    |
| 1980      | Argentinos Juniors | -       | -    |

## Sélections
- 4 sélections en équipe d'Argentine ()